# Entrange
Entrange là một xã trong vùng Grand Est, thuộc tỉnh Moselle, quận Thionville-Est, tổng Cattenom. Tọa độ địa lý của xã là 49° 24' vĩ độ bắc, 06° 06' kinh độ đông. Entrange nằm trên độ cao trung bình là 260 mét trên mực nước biển, có điểm thấp nhất là 186 mét và điểm cao nhất là 416 mét. Xã có diện tích 3,99 km², dân số vào thời điểm 2006 là 1439 người; mật độ dân số là 360,7 người/km². Xã nằm khoảng 7 km phía tây-bắc của Thionville, thuộc Pháp từ năm 1769.

## Thông tin nhân khẩu
| 1962 | 1968 | 1975 | 1982 | 1990  | 1999  |
| ---- | ---- | ---- | ---- | ----- | ----- |
| 667  | 725  | 719  | 795  | 1.147 | 1.212 |